# عبد الرحمن جاسم
عبد الرحمن جاسم لاعب الخماسي الحديث بحريني. نافس في مسابقة الخماسي الحديث في دورة الألعاب الأولمبية الصيفية 1984.

## روابط خارجية
- عبد الرحمن جاسم على موقع اللجنة الأولمبية الدولية (الإنجليزية)
- عبد الرحمن جاسم على موقع أوليمبيديا (الإنجليزية)